# Lepidaploa
Lepidaploa är ett släkte av korgblommiga växter. Lepidaploa ingår i familjen korgblommiga växter.

## Bildgalleri

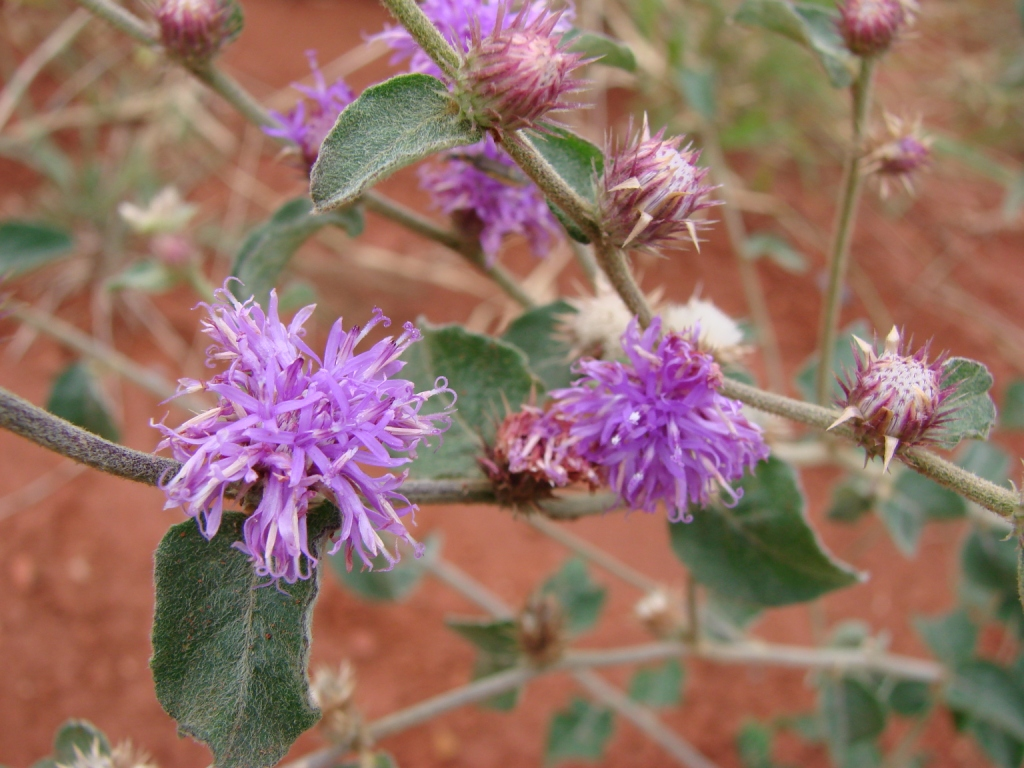
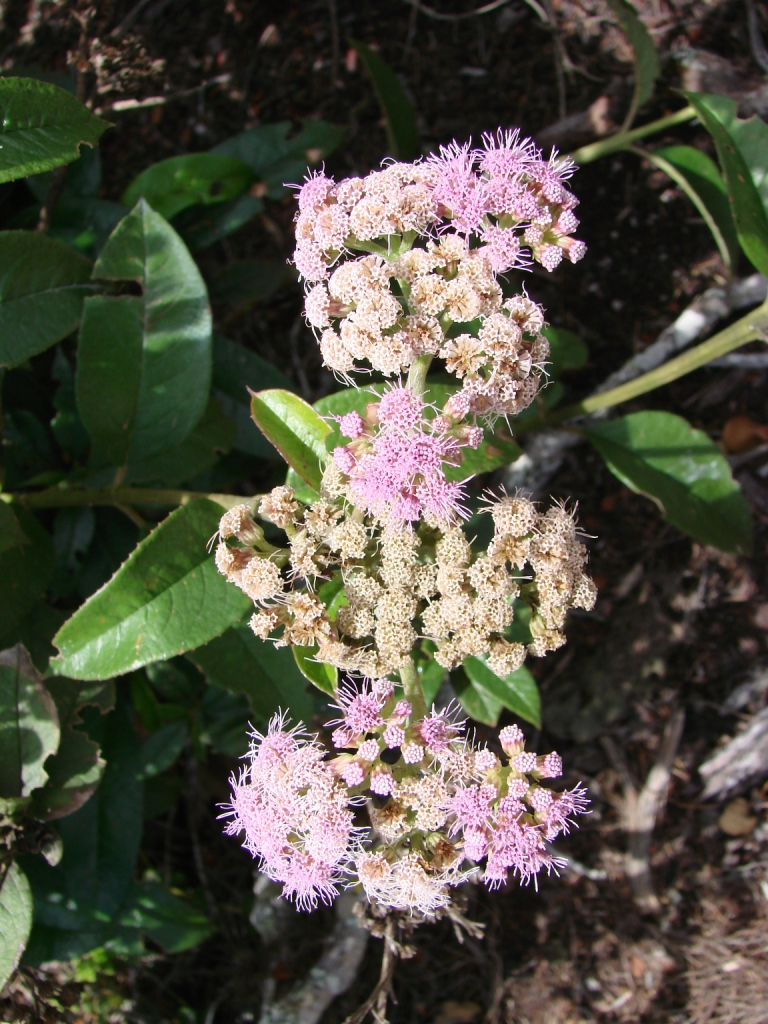

## Dottertaxa tillLepidaploa, i alfabetisk ordning[1]
- Lepidaploa acuminata
- Lepidaploa acutiangula
- Lepidaploa adamantium
- Lepidaploa almasensis
- Lepidaploa alvimii
- Lepidaploa araguensis
- Lepidaploa araripensis
- Lepidaploa araujoa
- Lepidaploa arbuscula
- Lepidaploa arenaria
- Lepidaploa argyrotricha
- Lepidaploa aristosquamosa
- Lepidaploa aronifolia
- Lepidaploa aurea
- Lepidaploa bahiana
- Lepidaploa bakerana
- Lepidaploa balansae
- Lepidaploa barbata
- Lepidaploa beckii
- Lepidaploa bolivarensis
- Lepidaploa boquerona
- Lepidaploa borinquensis
- Lepidaploa buchtienii
- Lepidaploa canescens
- Lepidaploa carachensis
- Lepidaploa chalybaea
- Lepidaploa chamissonis
- Lepidaploa chiriquiensis
- Lepidaploa chrysotricha
- Lepidaploa cleocalderonae
- Lepidaploa commutata
- Lepidaploa complicata
- Lepidaploa costanensis
- Lepidaploa costata
- Lepidaploa cotoneaster
- Lepidaploa coulonioides
- Lepidaploa crassifolia
- Lepidaploa cuiabensis
- Lepidaploa danielis
- Lepidaploa davidsmithii
- Lepidaploa decumbens
- Lepidaploa deflexa
- Lepidaploa densipaniculata
- Lepidaploa desiliens
- Lepidaploa edmundoi
- Lepidaploa ehretiifolia
- Lepidaploa ekmanii
- Lepidaploa eriolepis
- Lepidaploa ferreyrae
- Lepidaploa fieldiana
- Lepidaploa fournetii
- Lepidaploa fruticosa
- Lepidaploa glabra
- Lepidaploa gnaphaliifolia
- Lepidaploa gnaphalioides
- Lepidaploa gracilis
- Lepidaploa grisea
- Lepidaploa hagei
- Lepidaploa harrisii
- Lepidaploa helophila
- Lepidaploa imeriensis
- Lepidaploa jenssenii
- Lepidaploa juruenensis
- Lepidaploa karstenii
- Lepidaploa koelzii
- Lepidaploa krukovii
- Lepidaploa lehmannii
- Lepidaploa leptoclada
- Lepidaploa lewisii
- Lepidaploa liesneri
- Lepidaploa lilacina
- Lepidaploa luetzelburgii
- Lepidaploa macahensis
- Lepidaploa mandonii
- Lepidaploa mapirensis
- Lepidaploa marguana
- Lepidaploa mucronifolia
- Lepidaploa muricata
- Lepidaploa myriocephala
- Lepidaploa nitens
- Lepidaploa obtusifolia
- Lepidaploa orbicularis
- Lepidaploa pallescens
- Lepidaploa paraensis
- Lepidaploa pari
- Lepidaploa pellita
- Lepidaploa persericea
- Lepidaploa persicifolia
- Lepidaploa pineticola
- Lepidaploa pinheiroi
- Lepidaploa pluvialis
- Lepidaploa polypleura
- Lepidaploa proctorii
- Lepidaploa pseudaurea
- Lepidaploa pseudomuricata
- Lepidaploa psilostachya
- Lepidaploa purpurata
- Lepidaploa reflexa
- Lepidaploa remotiflora
- Lepidaploa retrosetosa
- Lepidaploa rigida
- Lepidaploa rimachii
- Lepidaploa rufogrisea
- Lepidaploa sagraeana
- Lepidaploa salzmannii
- Lepidaploa sanmartinensis
- Lepidaploa sclareaefolia
- Lepidaploa sclareifolia
- Lepidaploa segregata
- Lepidaploa sericea
- Lepidaploa silvae
- Lepidaploa solomonii
- Lepidaploa sordidopapposa
- Lepidaploa sororia
- Lepidaploa spixiana
- Lepidaploa sprengeliana
- Lepidaploa stenophylla
- Lepidaploa subsquarrosa
- Lepidaploa tarijensis
- Lepidaploa tenella
- Lepidaploa tombadorensis
- Lepidaploa tortuosa
- Lepidaploa torulosa
- Lepidaploa trichoclada
- Lepidaploa trilectorum
- Lepidaploa trinitatis
- Lepidaploa tristis
- Lepidaploa uniflora
- Lepidaploa urbaniana
- Lepidaploa vauthieriana
- Lepidaploa verticillata
- Lepidaploa viminalis
- Lepidaploa violiceps
- Lepidaploa virentiformis
- Lepidaploa wrightii
- Lepidaploa yunquensis